# Harold Cottam

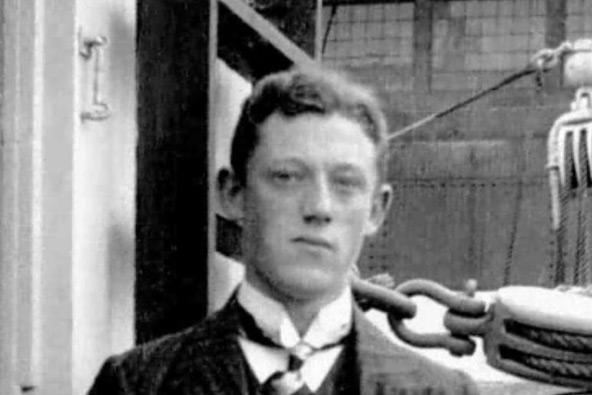
Harold Cottman fotografiado a bordo del RMS Carpathia, al día siguiente del naufragio del Titanic, 16 de abril de 1912.

Harold Thomas Cottam (Southwell, Nottinghamshire, 27 de enero de 1891  – Lowdham, Nottinghamshire, 30 de mayo de 1984) fue un radiotelegrafista del barco RMS Carpathia, conocido principalmente por captar el SOS del transatlántico RMS Titanic durante su hundimiento.
Fue Cottam quien despertó al capitán Arthur Henry Rostron tras recibir la señal de auxilio. Sin su diligencia, y algunas circunstancias fortuitas concurrentes, probablemente muchas más personas hubieran muerto en el desastre del Titanic. Cottam se encontraba fuera de servicio y a punto de acostarse, pero dejó el aparato de radio encendido y escuchaba las noticias procedentes de Cape Cod. Oyó a la estación de Cape Cod informando de que tenían tráfico de mensajes privados para el Titanic y pensó que sería útil informar al Titanic de ello. En respuesta recibió el aviso de socorro de Jack Phillips.
Cottam recibió una bienvenida de héroe cuando el Carpathia llegó a Nueva York. Continuó trabajando en el mar hasta 1922, cuando tomó un trabajo como representante de ventas.